# Сигнал - Най-доброто
Сигнал – Най-доброто е тринадесетият подред албум на българската рок група Сигнал. Албумът не съдържа нови песни и представлява сбор от най-добрите хитове на групата дотогава.

## Списък на песните
1. Скъп спомен мой
2. Каскадьори
3. Може би
4. Да те жадувам
5. Радио
6. Щастливец
7. Спри се
8. Мина и Лора
9. Мъже
10. Любов
11. До утре вечер
12. Липсваш ми
13. Зелени сигнали
14. Приказен свят
15. Сбогом
16. Лодка ли е любовта
17. Довиждане
18. Съжалявам
19. Спомен
20. В друго време, в друг свят